# The Table Tennis and Pastimes Pioneer
The Table Tennis and Pastimes Pioneer war das erste bekannte Tischtennismagazin. Es erschien 1902 neunmal in englischer Sprache, Herausgeber war Charles Schaefer Rutlidge (* 1867 in London).
Die erste Ausgabe erschien am 18. Januar 1902, die letzte am 15. März 1902. Jeweils am Samstag konnten bis zu 20.000 Interessenten die Zeitung, die zunächst zweimal aus vier und danach aus acht Seiten bestand, lesen. Aus finanziellen Gründen wurde die Zeitung im März 1902 eingestellt.
Der Inhalt bestand u. a. aus Turnierberichten (vorwiegend aus England), Regeln, Bildern, Cartoons und Leserbriefen.
Folgende Ausgaben erschienen (alle im Jahr 1902):
- 18. Januar, vier Seiten
- 25. Januar, vier Seiten
- 1. Februar, acht Seiten
- 8. Februar, acht Seiten
- 15. Februar, acht Seiten
- 22. Februar, acht Seiten
- 1. März, acht Seiten
- 8. März, acht Seiten
- 15. März, acht Seiten